# Bohinjska Bistrica in Jereka
Bohinjska Bistrica in Jereka este o arie protejată (arie specială de conservare — SAC, sit de importanță comunitară — SCI) din Slovenia întinsă pe o suprafață de 727,26 ha, integral pe uscat.

## Localizare
Centrul sitului Bohinjska Bistrica in Jereka este situat la coordonatele 46°16′27″N 13°56′02″E / 46.2743°N 13.9338°E.

## Înființare
Situl Bohinjska Bistrica in Jereka a fost declarat sit de importanță comunitară în aprilie 2013 pentru a proteja 1 specie de plante și 3 specii de animale. Situl a fost protejat și ca arie specială de conservare în aprilie 2015.

## Biodiversitate
Situată în ecoregiunea alpină, aria protejată conține 3 habitate naturale: Fânețe de joasă altitudine (Alopecurus pratensis, Sanguisorba officinalis), Grohotișuri medio-europene calcaroase, de la nivel colinar și montan, Păduri ilirice de Fagus sylvatica (Aremonio-Fagion).
La baza desemnării sitului se află mai multe specii protejate:
- plante (1): moșișoare (Liparis loeselii)
- mamifere (1): liliacul mic cu potcoavă (Rhinolophus hipposideros)
- nevertebrate (2): Austropotamobius torrentium, fluturele-tigru (Callimorpha quadripunctaria)